# Александър Поджио
Алекса̀ндър Вѝкторович По̀джио (на руски: Александр Викторович Поджио) е руски революционер.
Роден е на 26 април (15 април стар стил) 1798 година в Николаев в семейството на италиански офицер и чиновник, негов брат е революционерът Йосиф Поджио. От 1814 година служи в армията, уволнява се през 1825 година като подполковник. Активен декабрист, той е сред най-близките сътрудници на Павел Пестел. Макар да не участва в бунта в Санкт Петербург през декември 1825 година, скоро е арестуван и изпратен в Сибир, до 1839 година в каторга, а до 1856 година в заточение. През този период племенниците му си присвояват наследството му и той прекарва последните си години в материални затруднения, поддържан от други декабристи.
Александър Поджио умира на 18 юни (6 юни стар стил) 1873 година във Воронки, в имението на дъщерята на декабриста Сергей Волконски.